# Zuce
Pour les articles homonymes, voir Zuce (homonymie).
Zuce (en serbe cyrillique : Зуце) est une localité de Serbie située dans la municipalité de Voždovac et sur le territoire de la Ville de Belgrade. Au recensement de 2011, elle comptait 1 974 habitants.
Zuce est officiellement classé parmi les villages de Serbie.

## Géographie

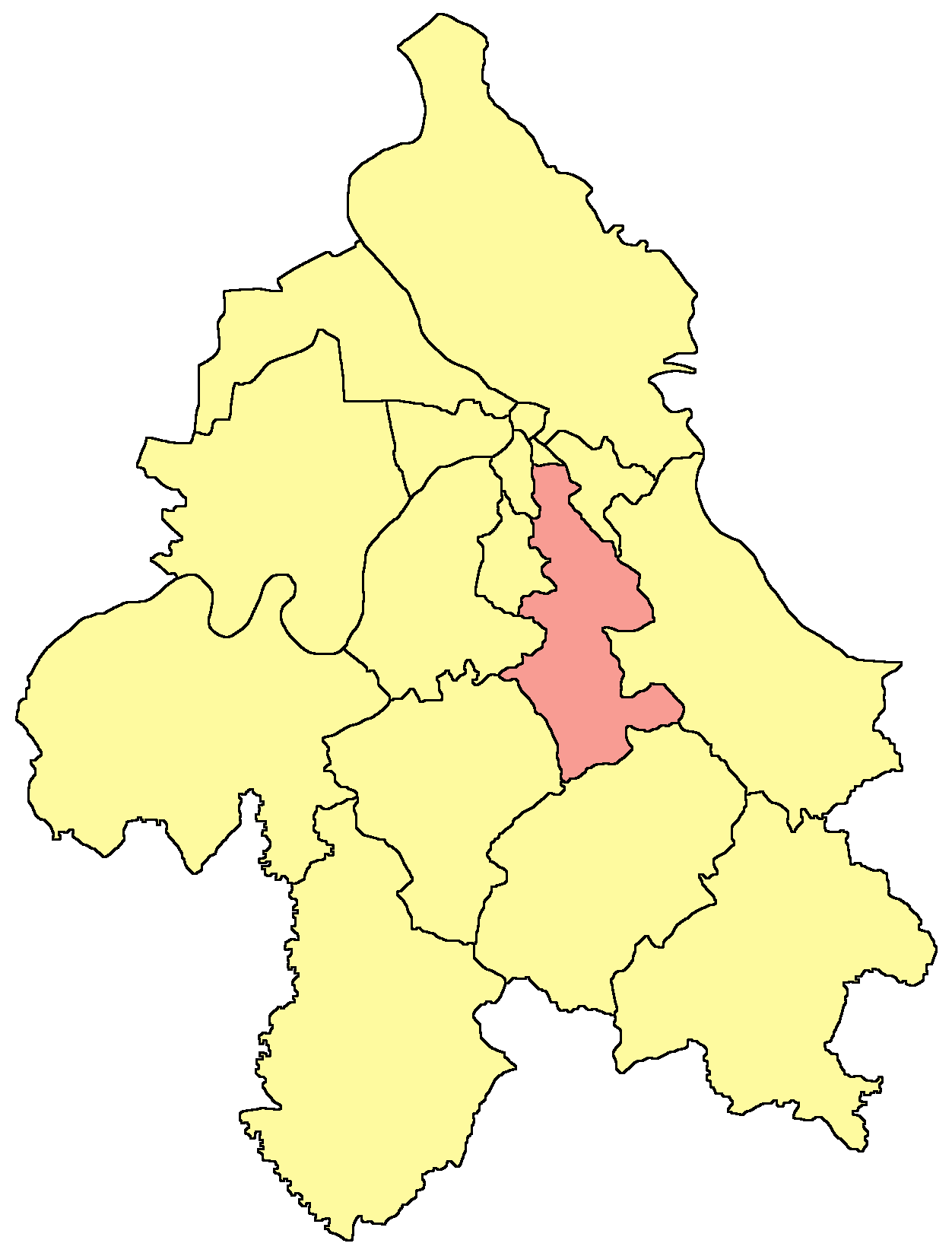
Localisation de la municipalité de Voždovac dans la Ville de Belgrade

Zuce, situé à l'est de la municipalité de Voždovac, se trouve dans la région de la basse Šumadija (Choumadie), sur les pentes orientales du mont Avala, dans la vallée du Vranovac, un affluent de la rivière Bolečica. Zuce se trouve également à l'est du centre-ville de Belgrade, près de l'autoroute et de la ligne ferroviaire reliant la capitale serbe à la ville de Niš (E75).

## Démographie

### Évolution historique de la population
| 1948  | 1953  | 1961  | 1971  | 1981  | 1991  | 2002  | 2011  |
| ----- | ----- | ----- | ----- | ----- | ----- | ----- | ----- |
| 1 279 | 1 380 | 1 517 | 1 526 | 1 771 | 1 994 | 2 024 | 1 974 |

|  |

## Transports
Sur le plan des transports en commun, Zuce est desservie par la ligne de bus 403 (Voždovac – Zuce) de la société GSP Beograd, qui permet de rejoindre le quartier de Trošarina, dans la ville de Belgrade intra muros. Elle est également située sur la ligne 6 (Stara Pazova - Batajnica - Beograd Centar - Rakovica - Mala Krsna) du réseau express régional Beovoz, qui la relie directement au centre de la capitale serbe et, au-delà vers le nord, jusqu'à Stara Pazova en Syrmie, dans la province de Voïvodine, et vers le sud-est, jusqu'à Mala Krsna, une localité située sur le territoire de la Ville de Smederevo.